# Cecerleg

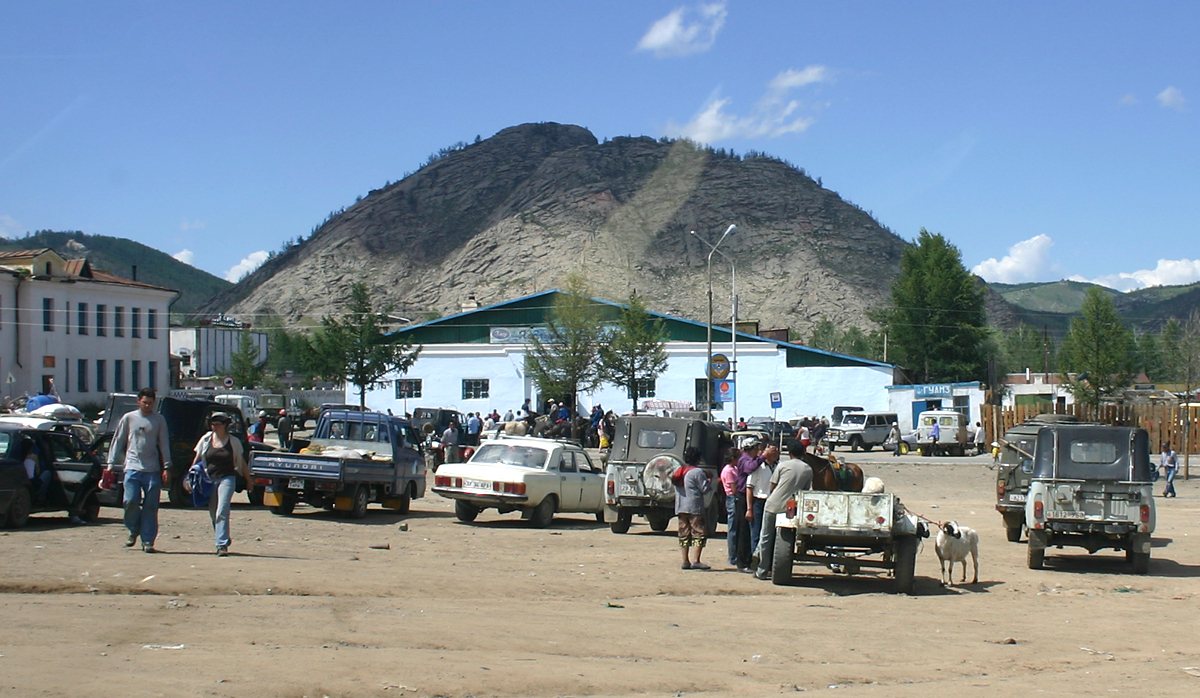
Tržiště v Cecerlegu

Cecerleg (mongolsky Цэцэрлэг "zahrada") je hlavním městem Severochangajského ajmagu v Mongolsku. Leží asi 400 km jihozápadně od Ulánbátaru a má 16 553 obyvatel (2000).

## Doprava
Místní letiště slouží k pravidelnému spojení s Ulánbátarem.

## Průmysl
Nejrozvinutějším průmyslovým odvětvím je potravinářství.